# 法院

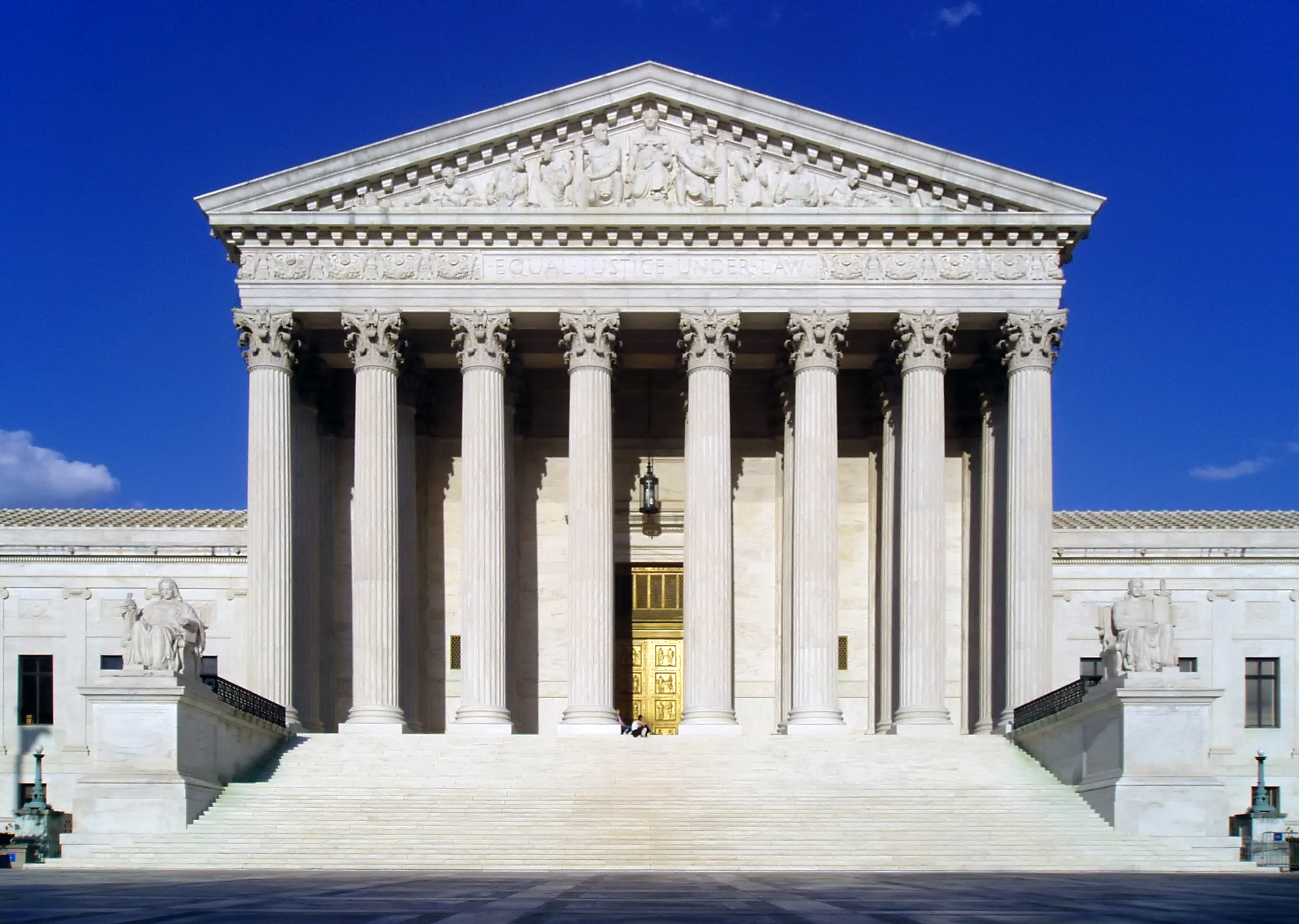
美國聯邦最高法院

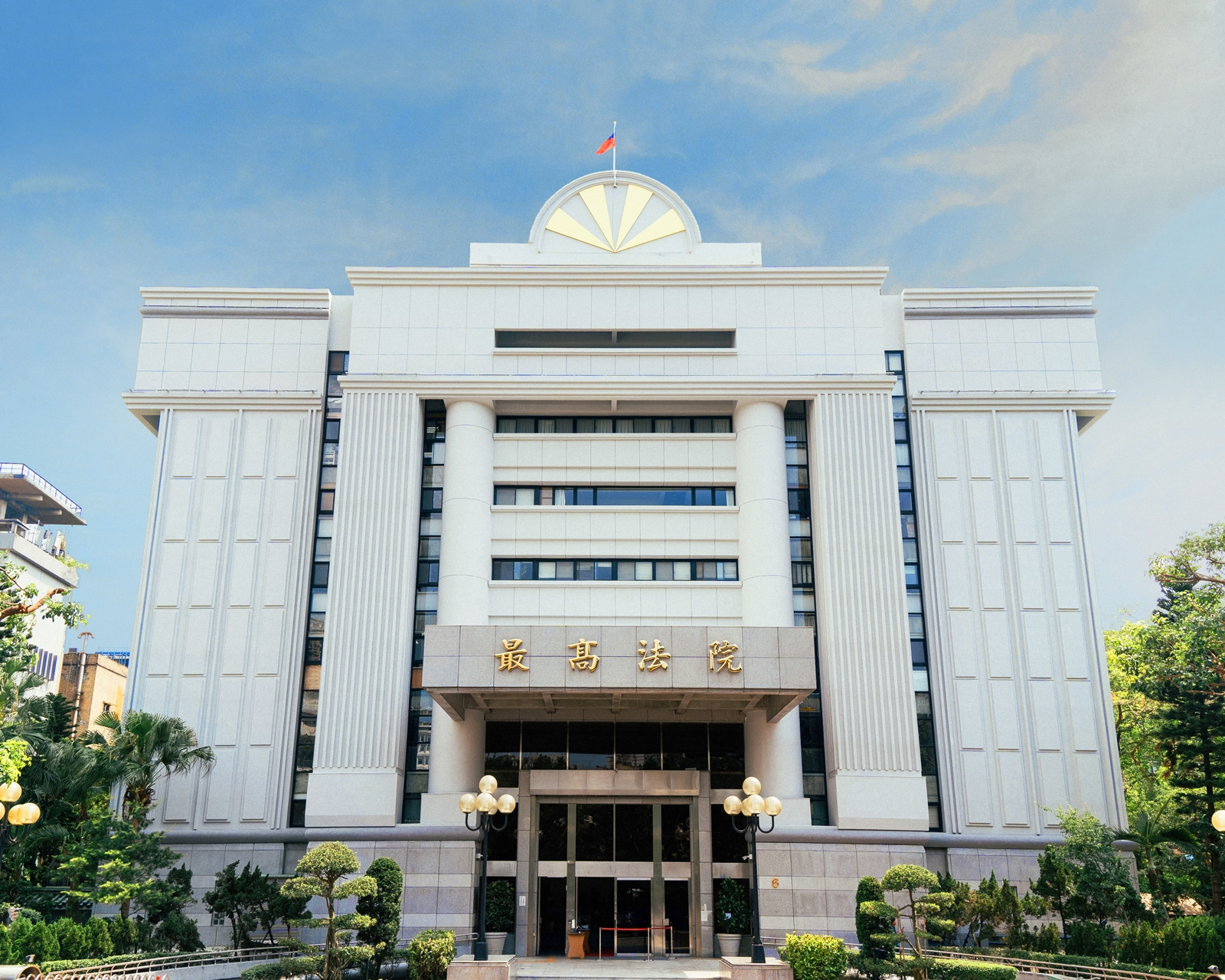
中華民國最高法院

法院（英語：Court）是職掌审判、解決爭議並解釋法律的政府机构，行使司法权。法院的功能在於解決人民或人民與政府間的紛爭，具體表現形式包括訴訟與非訟程序，並最終作成裁判。在權力分立的份際上，法院還有制衡行政權與立法权的作用，擁有违宪审查或司法覆核的權力。法院的設置不盡相同，除了普通法院之外，有的還設有憲法法院、行政法院或其他特殊的專門法院。

## 分類
- 普通法院
- 行政法院
- 憲法法院
- 軍事法院
- 專門法院
  - 教會法院（英语：Ecclesiastical court）
  - 衡平法法院（英语：Court of equity）
  - 家事法院
  - 勞動法院
  - 社會法院
  - 財稅法院
  - 智慧財產法院或專利法院

按照体制和行政结构，可将法院分为：
- 中央法院
- 地方法院

以审级为标准，可将法院分为：
- 第一审法院
- 上訴法院
- 終審法院

## 國際法院
國際爭端必須循國際法院（或稱國際法庭）的管道尋求解決。國際法院的判決對於力量強大的當事方往往欠缺拘束力。

## 外部連結
- 陳弘毅：〈法院在社會中的角色〉 （页面存档备份，存于）（2005）